# Vatica elliptica
Vatica elliptica là một loài thực vật thuộc họ Dipterocarpaceae. Đây là loài đặc hữu của Philippines.